# 四甲基哌啶锂
四甲基哌啶锂（Lithium tetramethylpiperidide），其縮寫為LiTMP或LTMP，也稱為harpoon鹼，是分子式為C9H18LiN的化合物，屬於有機鋰試劑，四甲基哌啶锂是一種非親核鹼，在pKa及位阻效应上都和二(三甲基硅基)氨基锂（LiHMDS）相近。

## 合成
四甲基哌啶锂可以由2,2,6,6-四甲基哌啶和正丁基锂在-78 °C進行的去質子化反應中合成。有些研究指出在此反應也可以在0 °C下進行。此化合物在四氢呋喃/乙苯的混合物中穩定，市面上買到的也是以此方式保存的化學品。

## 結構
四甲基哌啶锂和許多鋰化合物一樣容易聚合，四甲基哌啶锂在固態容易形成四聚体。